# Marco Serafini
Marco Serafini (Esch-sur-Alzette, 15 marzo 1956) è un regista e sceneggiatore lussemburghese, di origine italiana.

## Biografia
Nato in Lussemburgo da famiglia marchigiana, dopo aver studiato nel suo paese natale va a studiare alla Scuola di Cinematografia di Monaco di Baviera e si stabilisce per qualche tempo in Germania. Nel 1993 viene in Italia per la sua prima produzione, L'ispettore Sarti, poi a partire dalla prima stagione è il regista di Rex e nel 2009 dirige il film TV Il mistero del lago.
Nel 2016 gira il film Toy Gun, con Anthony LaPaglia e John Hannah, uscito il 1º marzo 2018 negli Stati Uniti.

## Filmografia parziale
- L'ispettore Sarti – serie TV (1993)
- Barbara Wood: Sturmjahre - Stormy Years (2007)
- Rex – serie TV (dal 2008)
- Il mistero del lago – film TV (2009)
- I misteri di villa Sabrini – film TV (2012)
- Toy Gun (2016)
- Rosamunde Pilcher - Incontro con il passato – film TV (2017)
- Rosamunde Pilcher - L'eredità di nostro padre (Rosamunde Pilcher: Das Vermächtnis unseres Vaters) – film TV (2018)
- Il cinema non si ferma – docufilm (2020)